# Vitojevci
Vitojevci (en serbe cyrillique : Витојевци) est un village de Serbie situé dans la province autonome de Voïvodine. Il fait partie de la municipalité de Ruma dans le district de Syrmie (Srem). Au recensement de 2011, il comptait 808 habitants.
Vitojevci est une communauté locale, c'est-à-dire une subdivision administrative, de la municipalité de Ruma.

## Géographie

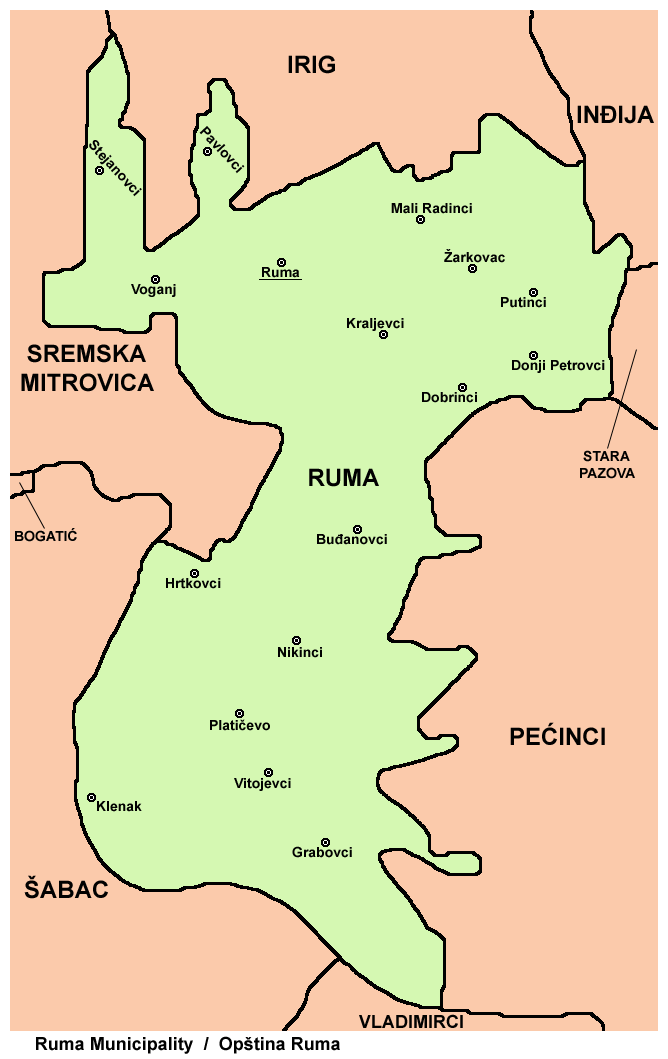
Localisation de Vitojevci dans la municipalité de Ruma

Vitojevci se trouve dans la région de Syrmie.

## Démographie

### Évolution historique de la population
| 1948 | 1953 | 1961 | 1971 | 1981 | 1991 | 2002 | 2011 |
| ---- | ---- | ---- | ---- | ---- | ---- | ---- | ---- |
| 625  | 684  | 796  | 873  | 878  | 901  | 913  | 808  |

|  |

### Données de 2002
Pyramide des âges (2002)
En 2002, l'âge moyen de la population était de 36,9 ans pour les hommes et 39,6 ans pour les femmes.
Répartition de la population par nationalités (2002)
En 2002, les Serbes représentaient 92,3 % de la population ; le village abritait notamment une minorité rom (4,3 %).

### Données de 2011
En 2011, l'âge moyen de la population était de 40 ans, 38,1 ans pour les hommes et 42 ans pour les femmes.